# Jacob Onsrud
Jacob Onsrud (Jakob Onsrud, Jacob/Jakob Hanssen, ur. 23 lutego 1882 w Vestre Toten, zm. 4 listopada 1971 w Østre Toten) – norweski strzelec, srebrny medalista olimpijski.
Wziął udział w tylko jednej edycji igrzysk olimpijskich, w roku 1920, w Antwerpii. Zdobył srebrny medal w konkurencji karabin wojskowy, leżąc, 300 i 600 m, drużynowo. W drużynowej konkurencji na 300 m jego drużyna była szósta, zaś na 600 m – czwarta. Należał do klubu Vestre Toten Skytterlag.
Urodził się pod nazwiskiem Hanssen, później zmienił je na Onsrud. Jego bratem był August, również strzelec.